# 米兰·瓦索耶维奇
米兰·瓦索耶维奇（1932年12月27日—1996年12月24日），塞尔维亚篮球教练。他曾带领南斯拉夫女子国家队参加1980年、1984年和1988年夏季奥林匹克运动会篮球比赛，结果队伍获得一枚银牌和一枚铜牌。